# Lago Üüreg
El lago Üüreg  o Üüreg  nuur (en mongol: Үүрэг нуур) es un lago de Asia Central, localizado en la parte occidental de Mongolia, en una cuenca cerrada situada al noreste del macizo de Altái, en el extremo noreste de la depresión de los Grandes Lagos, la cuenca Uvs Nuur. El lago tiene una superficie de 239 km², se encuentra a 1.425 m sobre el nivel del mar, mide 20 km de largo y tiene una profundidad máxima de 42 m.
El lago es uno de los atractivos turísticos de la región.